# گمینا کوشچیان
گمینا کوشچیان (به لهستانی:  Gmina Kościan) یک گمینا در لهستان است که در شهرستان کوشچیان واقع شده‌است. گمینا کوشچیان ۲۰۲٫۲۷ کیلومتر مربع مساحت و ۱۵٬۰۴۲ نفر جمعیت دارد.